# Schloss Üebewil

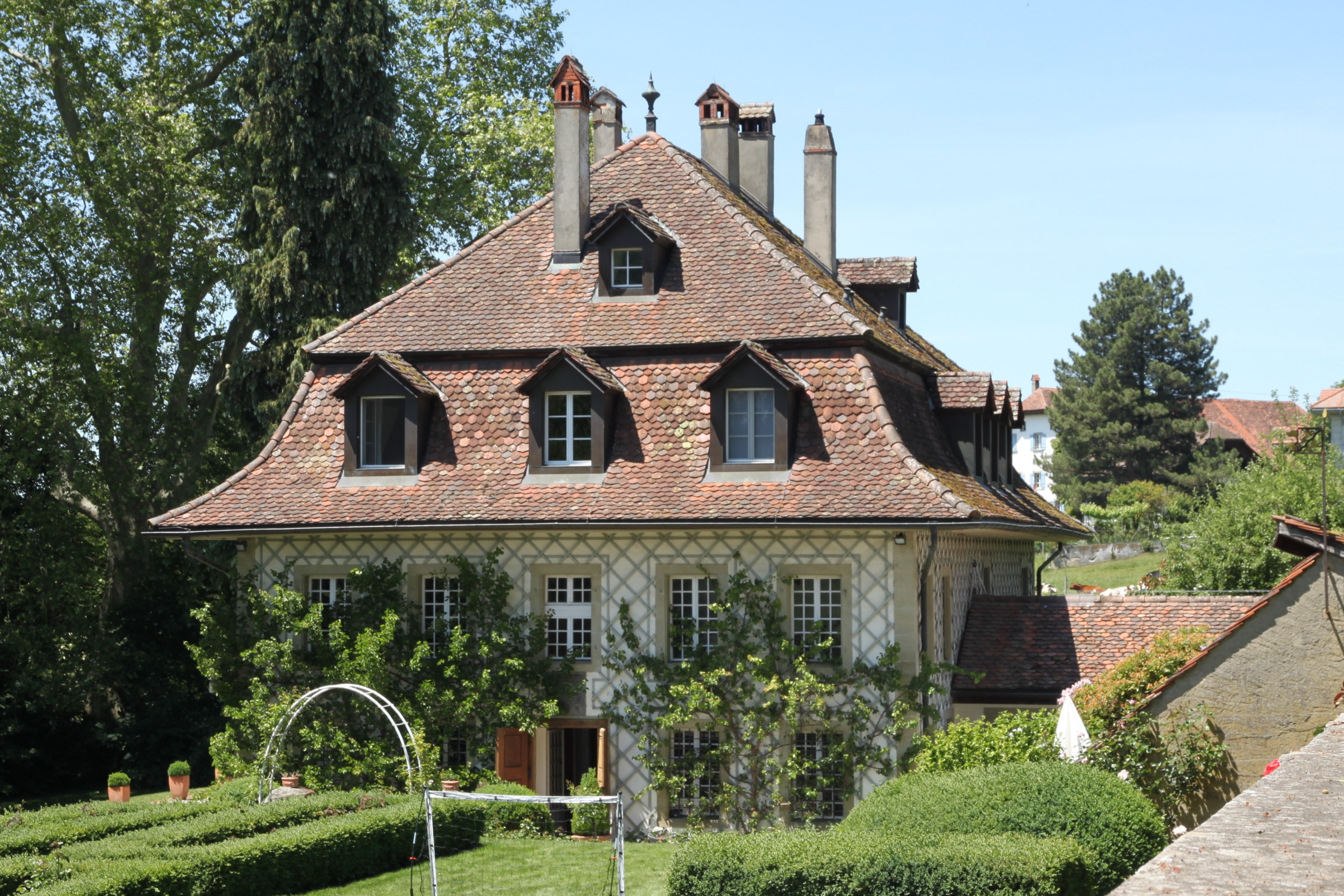
Schloss Uebewil: Gartenfront gegen Südwesten

Das Schloss Üebewil, auch Schloss Uebewil, französisch Château de Villars-les-Joncs, ist ein Herrenhaus als Sommerresidenz vor den Toren der Stadt Freiburg im Üechtland. Es steht im gleichnamigen Weiler der Gemeinde Düdingen.

## Ortsname
Der Name des Weilers Üebewil ist im Zusammenhang mit dem fränkisch-merowingischen Landausbau vom 7. bis 10. Jahrhundert in dieser Gegend zu sehen. Bezeichnend für jene aus dem Lateinischen abgeleiteten Formen des Grundwortes Villa in der Bedeutung «Landgut» erscheinen sie im Französischen als Villa, Ville, Villaire, Villar und ähnlich, im Deutschen als Wiler beziehungsweise -wil. 1299 wird der Weiler als Ybenwile und 1300 als Villars-les-Joncs bezeichnet. Die deutsche Bezeichnung deutet auf einen Ort, an dem Eiben standen, die französische deutet auf einen Ort, wo Binsen wuchsen.

## Beschreibung
Das Schloss, um 1765 erbaut für Rodolphe de Castella-de Berlens, entspricht dem barocken Herrenhaus auf dem Land mit Mansarddach und einem vorgelagerten Ziergarten mit nach französischer Manier geometrisch angeordneten Buchshecken und Blumen sowie einem Wäldchen nach englischer Art mit Platanen und Zypressen nach englischem Vorbild. Zum Herrenhaus gehörte ein Bauernhaus, ein Ofenhaus, eine Scheune und eine dem Hl. Jakobus geweihte Kapelle, die 1789 neu erbaut wurde und Unserer Lieben Frau von den sieben Schmerzen geweiht ist. Die Anlage zeugt von der Zeit des Ancien Régime, als sich Üebewil zur Patrizierresidenz vor den Toren der Hauptstadt entwickelte. Es gab in Üebewil weitere Herrenhäuser aus dieser Zeit.

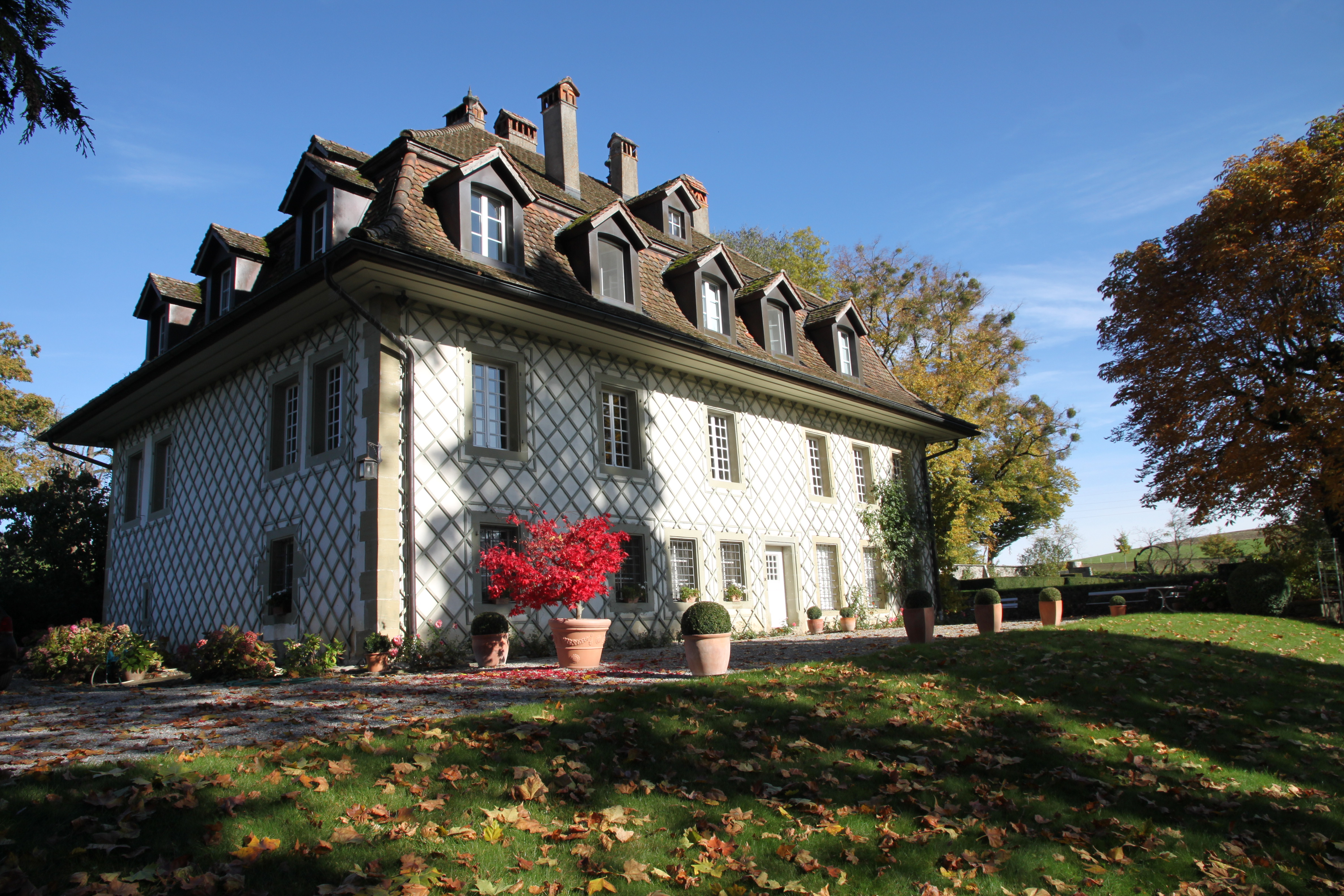
Schloss Uebewil: Hauptfassade gegen Südwesten
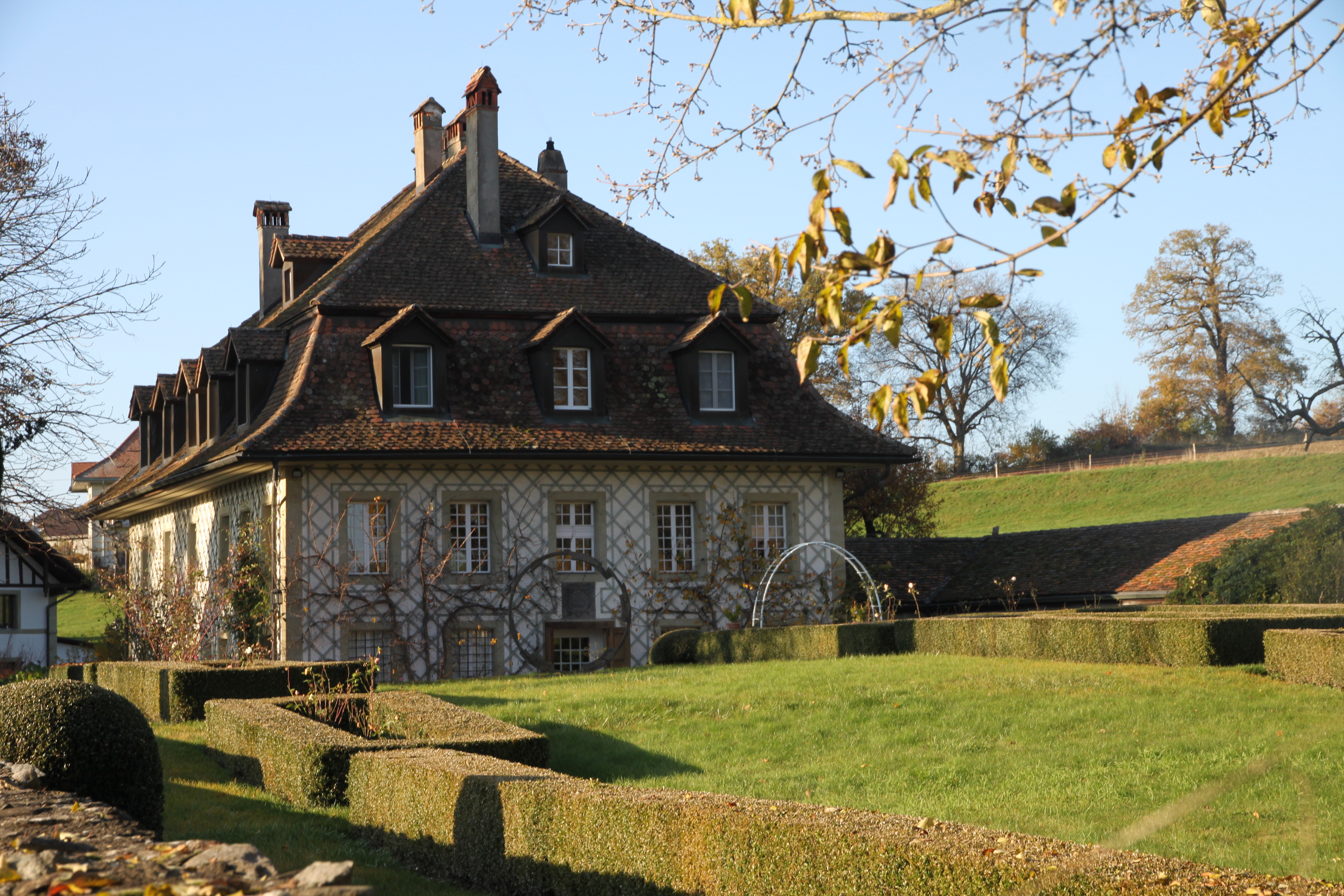
Schloss Uebewil: Gartenfassade
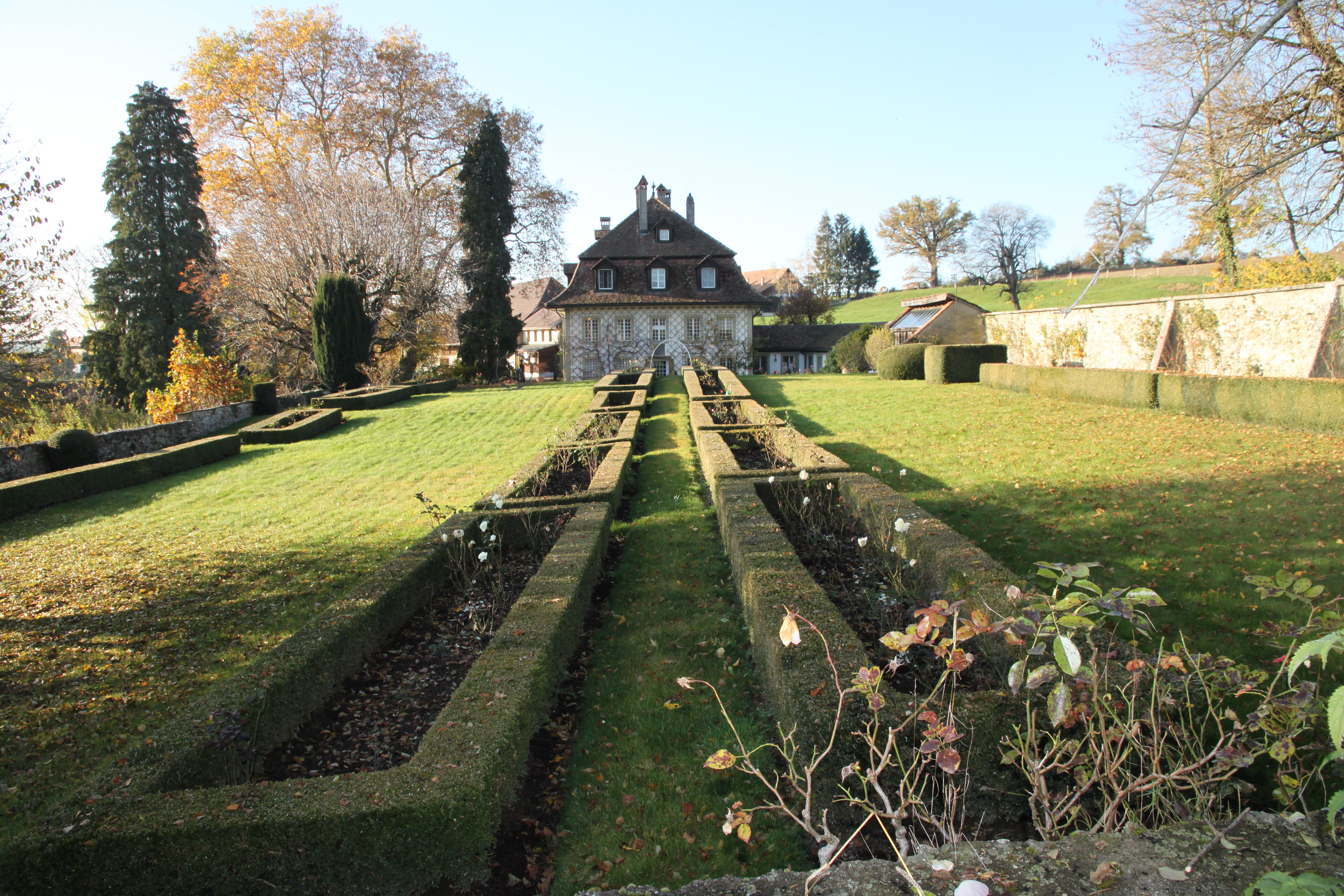
Schloss Uebewil: französischer Garten
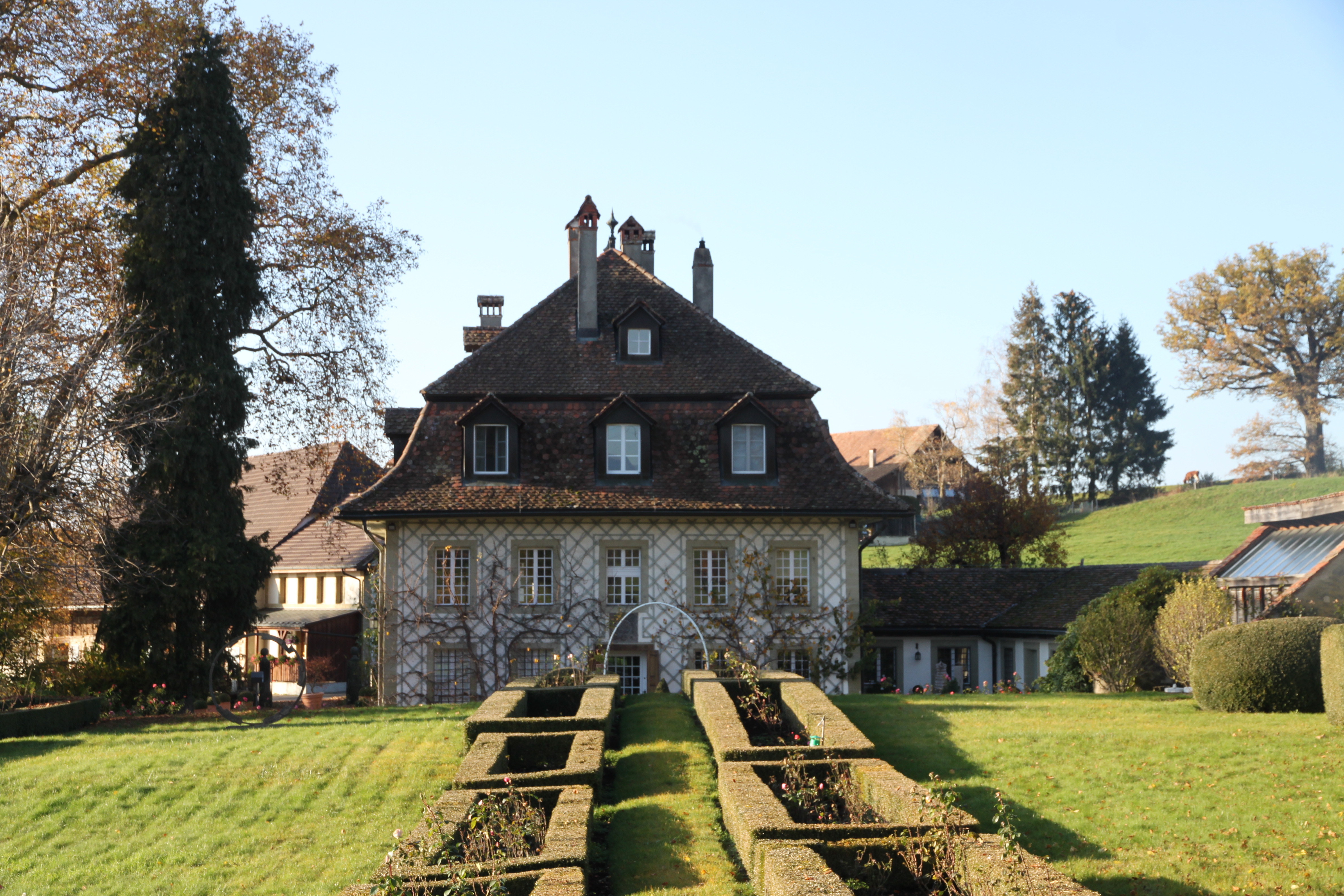
Schloss Uebewil: französischer Garten
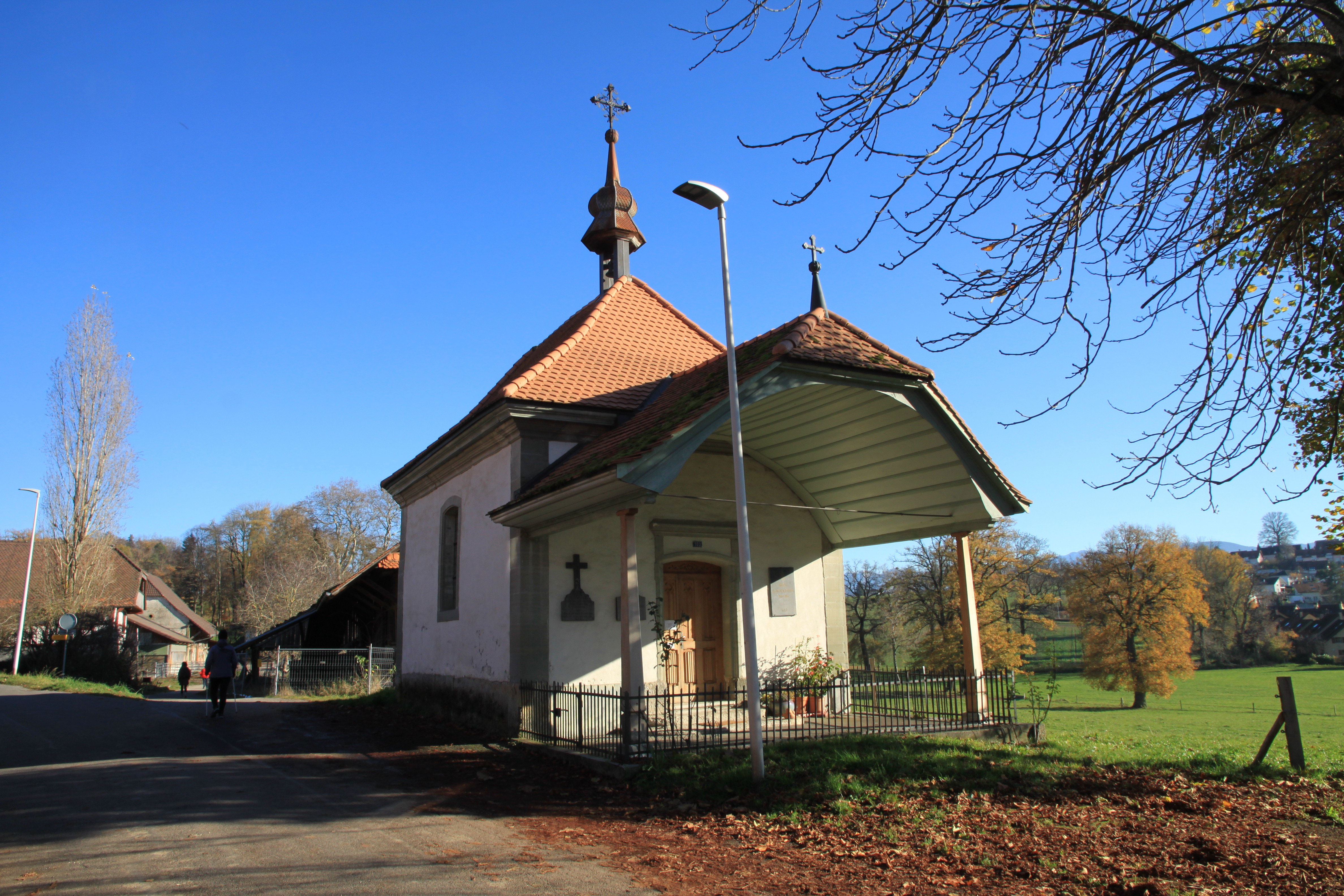
Kapelle Unserer Lieben Frau von den Sieben Schmerzen

## Besitzer
- Max de Diesbach (1851–1916), Jurist, Historiker, Bibliothekar und Politiker